# Monika Govekar Okoliš
Monika Govekar Okoliš, slovenska pedagoginja in sociologinja, * 22. april 1966, Kranj.
Predava na Oddelku za pedagogiko in andragogiko Filozofske fakultete Univerze v Ljubljani. Za študente pedagoških smeri Filozofske fakultete predava predmet Andragogika.